# Pseudomasaris texanus
Pseudomasaris texanus är en stekelart som först beskrevs av Cresson 1871.  Pseudomasaris texanus ingår i släktet Pseudomasaris och familjen Masaridae. Inga underarter finns listade i Catalogue of Life.